# Albina Achatova
Albina Chamitovna Achatova (Russisch: Альбина Хамитовна Ахатова) (Vologda, 13 november 1976) is een Russisch biatlete.
Albina Achatova deed voor het eerst van zich spreken tijdens de Olympische Winterspelen 1998, toen zij in Nagano onderdeel uitmaakte van de Russische estafetteploeg. Tijdens die Spelen eisten de Russische dames het zilver voor zich op. Een jaar later tijdens het WK in Kontiolahti werd deze prestatie geëvenaard. Daarbij wist Achatova een bronzen medaille te winnen op de 7,5 km sprint. In 2000 behaalde zij tijdens het WK in Oslo met de estafetteploeg haar eerste wereldtitel binnen.
Haar tweede Olympische medaille sleepte ze in de wacht tijdens de Olympische Winterspelen 2002 in Salt Lake City. Ook hier maakte ze deel uit van de estafetteploeg, alleen dit keer moesten ze genoegen nemen met het brons. In eigen land in 2003 tijdens het wereldkampioenschap maakten de Russinnen het weer goed door het goud op te strijken. Achatova werd tijdens datzelfde kampioenschap voor het eerst in haar carrière individueel wereldkampioene. Ze won de massastart over 12,5 kilometer.
Bij het volgende WK, in 2004 in Oberhof behaalde ze met de estafette een zilveren medaille, terwijl ze individueel op de 7,5 kilometer nog een zilveren medaille wist te winnen. Haar volgende successen kwamen pas weer in 2006, maar wel tijdens de Olympische Winterspelen 2006 die in Turijn werden gehouden.
Op de 15 kilometer individueel eindigde ze aanvankelijk op de vierde plaats achter haar landgenoten Svetlana Isjmoeratova, Olga Pyljova en de Duitse Martina Glagow. Enkele dagen later kreeg ze alsnog het brons toegewezen toen bleek dat Pyljova positief testte tijdens de dopingtest. Achatova reageerde gemengd op het gebeuren. Aan de ene kant blij met een medaille, maar aan de andere kant ontgoocheld door het verhaal erachter en zeker omdat het een teamgenote betrof. Diezelfde dag echter, voegde ze er nog een bronzen medaille aan toe, dit keer geheel op eigen kracht verdiend door derde te worden op de 10 kilometer. Het wegvallen van Pyljova zorgde er eveneens voor dat Achatova werd toegevoegd aan de Russische estafetteploeg, waarvoor ze het jaar ervoor gepasseerd was, maar de Russinnen wel het goud wisten te winnen op het WK. Het legde ze echter geen windeieren en Achatova bleek zelfs een van de sterkere factoren te zijn binnen de ploeg en het goud werd veilig gesteld.
Tijdens een persconferentie op 13 februari 2008 maakte de IBU bekend dat Achatova tijdens wereldbekerwedstrijden in Östersund betrapt werd op doping. De IBU zal later, samen met de strafmaat, bekendmaken om welk product het gaat.